# Decca Records
Decca Records é uma gravadora inglesa, com destaque principalmente no jazz e na música clássica, sendo responsável pela contratação de artistas como Judy Garland, Luciano Pavarotti, Joan Sutherland, Renata Tebaldi, Renée Fleming, Cecilia Bartoli, Juan Diego Flórez, Andrea Bocelli e Sir Georg Solti. Posteriormente, foi comprada pelo selo Universal e agora faz parte do mesmo grupo a que pertence a também tradicional Deutsche Grammophon. 
Foi a Decca que negou aos Beatles uma chance de gravar, quando estes apresentaram algumas canções para testes, no início da carreira da banda. Posteriormente, as gravações do malfadado teste do quarteto inglês (num total de 15 músicas) no selo, conhecido como Decca Tapes, tornaria-se um bootleg bastante difundido entre fãs do conjunto. Por outro lado, a Decca foi a primeira gravadora dos Rolling Stones, tendo lançado todos os discos da banda entre 1963 e 1970, incluindo o clássico "Satisfaction", de Mick Jagger e Keith Richards, foi lançado pela Decca.
A Decca foi responsável por várias gravações clássicas da discografia operística, tais como:
- Salome, Tristan und Isolde, O Anel do Nibelungo e  Elektra, de Richard Strauss com Birgit Nilsson e regência de Georg Solti;
- La Fille du Régiment, Lucia di Lammermoor e Rigoletto com Joan Sutherland e regência de Richard Bonynge;
- La Bohème, Aida e Otello com Renata Tebaldi;
- Der Rosenkavalier e Le Nozze di Figaro sob regência de Erich Kleiber.